# Гетеродонтозавриды
Гетеродонтозаври́ды, или гетеродонтоза́вры (лат. Heterodontosauridae), — семейство ранних птицетазовых динозавров, которые, вероятно являются одним из самых базальных (примитивных) членов группы.
Хотя их окаменелости встречаются довольно редко, жили они почти по всему миру. Их остатки обнаружены в Африке, Азии, Европе, Северной и Южной Америке с начала юрского периода (около 199 млн лет назад). Известно также несколько поздних сохранившихся видов из нижнего мела (около 112 млн лет назад).

## Эволюция и распространение
В начале своей эволюционной истории (поздний триас, либо же в ранняя юра) базальные гетеродонтозавриды подверглись быстрой диверсификации (увеличению разнообразия), которая вероятно произошла в Африке, и впоследствии имело место их распространение в Европу, Северную Америку и Азию. Эти миграции могли произойти в любое время юрского периода. Биогеография гетеродонтозаврид в настоящее время изучена плохо. Наиболее эволюционно продвинутые представители семейства представлены по находкам из Южной Африки и датированы раннеюрской эпохой, в то время как самые примитивные и менее специализированные члены, например Tianyulong, представлены средней—верхней юрой. Среди учёных нет точного мнения, с чем это связано.

## История изучения
Гетеродонтозавриды являются редкой в отношении ископаемых группой, и мало что было известно о них до 2000 года. Это связано не только с дефицитом их остатков, но и большим пробелом в летописи окаменелостей ранних птицетазовых (не было достаточного количества находок других представителей отряда для сравнения). Перед 2000 годом, только три вида были известны с высокой степенью уверенности, Heterodontosaurus tucki, Abrictosaurus consors и Lycorhinus angustidens, все из нижней юры Южной Африки, с добавлением некоторых сомнительных таксонов — Lanasaurus и Geranosaurus — оба из Южной Африки, и загадочный Echinodon becklesii из нижнего мела Англии, известных по фрагменту челюсти с зубами, которые могут принадлежать или не принадлежать гетеродонтозавридам.
Однако в последующие несколько лет знания о семействе довольно быстро улучшились. Все предыдущие неоспариваемые гетеродонтозавриды были из нижней юры Южной Африки. Открытия в новом тысячелетии значительно расширили временной и географический диапазон для группы, охватывая верхний триас Южной Америки (Баэс и Марсикано, 2001), нижний мел Китая (Чжэн и др., 2009) и верхнюю юру Северной Америки (Батлер и др., 2010).
В 1985 году Купер ввёл новый инфраотряд — Heterodontosauria, чтобы объединить семейства Heterodontosauridae и Pisanosauridae. Инфраотряд характеризуется, как примитивные Neornithopoda (подотряд включающий Heterodontosauria, пахицефалозавров, пситтакозавров и цератопсов по Куперу, 1985 год), имеющие маленький череп с большими глазницами, хорошо развитые предглазничные полости и маленькие наружные ноздри. Большой вертел бедренной кости слабо выдаётся, малый вертел небольшой, прижат к телу кости. Клада Heterodontosauria не была принята научным сообществом, поскольку некоторые авторы считали пизанозавра гетеродонтозавридом (сейчас пизанозавр считается базальным птицетазовым таксоном), и надобность в кладах Pisanosauridae и Heterodontosauria была излишней.

## Описание

Некоторые гетеродонтозавриды в сравнении с человеком

Крупнейший представитель данного семейства Lycorhinus angustidens из нижней юры Южной Африки в основном известный по зубной кости (лат. dentarium) нижней челюсти, по оценкам достигал в длину всего 2 метра, в то время как Fruitadens haagarorum из верхней юры Колорадо, был около 65—75 см и являлся самым маленьким среди изученных птицетазовых динозавров на момент его открытия.
На основе гетеродонтозаврида Tianyulong из Китая, можно предположить, что эти динозавры были покрыты примитивными перьями, что указывает на раннее появление теплоизолирующих покровов у различных групп динозавров.

## Классификация
По данным сайта Fossilworks, на сентябрь 2017 года в семейство включают 8 вымерших родов, в основном монотипических:
- Род Abrictosaurus Hopson, 1975 (1 вид)
- Род Echinodon Owen, 1861 (1 вид)
- Род Fruitadens Butler et al., 2010 (1 вид)
- Род Heterodontosaurus Crompton & Charig, 1962 (или в подсемействе Heterodontosaurinae, 1 вид)
- Род Lycorhinus Haughton, 1924 (2 вида)
- Род Tianyulong Zheng et al., 2009 (1 вид)
- Подсемейство Heterodontosaurinae Sereno, 2012
  - Род Manidens Pol et al., 2011 (1 вид)
  - Род Pegomastax Sereno, 2012 (1 вид)

Ещё 2 таксона включают в семейство в статусе nomen dubium: Geranosaurus Broom, 1911 и Geranosaurus atavus Broom, 1911.